# 遠州鉄道2000形電車
遠州鉄道2000形電車（えんしゅうてつどう2000けいでんしゃ）とは、遠州鉄道が1999年（平成11年）から運用を開始した通勤形電車である。

## 概要
老朽化が進行した30形の代替車両として登場した。1000形をベースとして、省エネルギーやメンテナンスの軽減化、旅客サービスの向上を図り、「人に地球に優しい21世紀の電車」の意味を込めるために、形式称号を「2000」とした。
30形の全廃後も1000形の代替車両として増備が続けられており、モハ2000形2001 - 2009・クハ2100形2101 - 2109の計18両が在籍する。
なお、便宜上モハ2000形とクハ2100形は、例としてモハ2001・クハ2101を2001号編成と記す。

## 構造

### 車体
車体構造は1000形をベースとし、全長19m（車体長18.5m）全幅2.73mの普通鋼製である。前面形状も1000形を踏襲しており、40年以上にわたって同一デザインでの車両増備が続けられている。
前部標識灯（前照灯）と後部標識灯（尾灯）は、窓下の腰部左右1箇所ずつにそれぞれ設置している。
中央窓上部のガラス内には、大型行先表示幕を設置し、側面にも行先表示幕を設置している。2008号編成からは、遠州鉄道では初となる大型LED行先表示幕を採用し、側面もLED行先表示幕を採用した。
車体の外装は、富士山と東海地方の明るいイメージを元に、スパニッシュレッドを基調とし、白の帯と斜めのラインを入れている。

### 車内
乗降扉は、車体片側3箇所で鴨居内に取り付けた電磁空気式単気筒形ラックのビニオン駆動方式DP-45DS・戸閉機で開閉する両開きドアを設け、幅は1,300mmとしてラッシュ時の乗降を考慮している。2002号編成からは、ドア開閉時にドアチャイムが鳴動する仕組みとなっている。
客室は明るい色彩にするために、壁面と天井の色をクリーム色とし、座席は全席ロングシートであり、腰掛は1人分の座席を拡大し、座席分の幅が分かりやすいように座面にギルティングを施し、モケットはライトパープル色とした上で、モケットの色彩は所々に1人分の幅にライトグレーを施した。2004号編成からは、ロングシート9席を3分割にするスタンションポールを採用している。また、バリアフリー対応としてクハ2100形の乗務員室後部、助士席側が車椅子スペースを確保した。また、全編成に客室内の監視カメラを設置している。
車内照明は、客室天井には客室蛍光灯と予備蛍光灯が、乗務員室天井に蛍光灯をそれぞれ備えている。なお、蛍光灯からLED灯へ随時交換を行っている。
側窓は上窓が下降ができ、下窓は固定しており、上昇のアルミ枠2段ユニット窓とし、各車両に左右合わせて16箇所設置している。
床構造は敷物はブラウン色であり、通路部分に柄を入れて区別できるようにしている。また、2005号編成からは、乗降扉付近の床敷物は黄色塗装としている。

### 乗務員室
乗務員室は1000形同様、全室運転室であり、乗務員室の前面ガラスは電熱線入り合わせ防曇ガラスを採用している。運転機器は、主幹制御器（マスコン）とブレーキ設定器が別個となったツーハンドル方式であるが、2002号編成からは一体型としたワンハンドルマスコン方式に変更となっている。日除け板は、2004号編成まではバイザーであったが、2005号編成からは巻き取り式のカーテンとした。また、保安装置は、点制御車上時間比較速度照査方式であり、デッドマン装置や戸閉保安装置を設置し、運転状況記録装置は2015年（平成27年）3月までに全車両取付が完了しており、2006号編成以降の車両は新製当初より取付られている。
乗降扉上にある車内表示器は千鳥上に1両当たり3箇所に設置し、乗務員室にある車内表示器の本体から無線を使用してデータ通信を行い、 8文字×2行表示ができる3色LEDドットマトリクス方式であり、停車駅情報や地域行政の情報、CMなどを表示することができる。2006号編成からは 多言語化に対応した2画面の液晶式車内案内表示器を導入し、その後、2006号編成以前の車内表示器が老朽化したため、2021年（令和3年）3月までに全車両が多言語化に対応した2画面の液晶式車内案内表示器に交換が完了した。

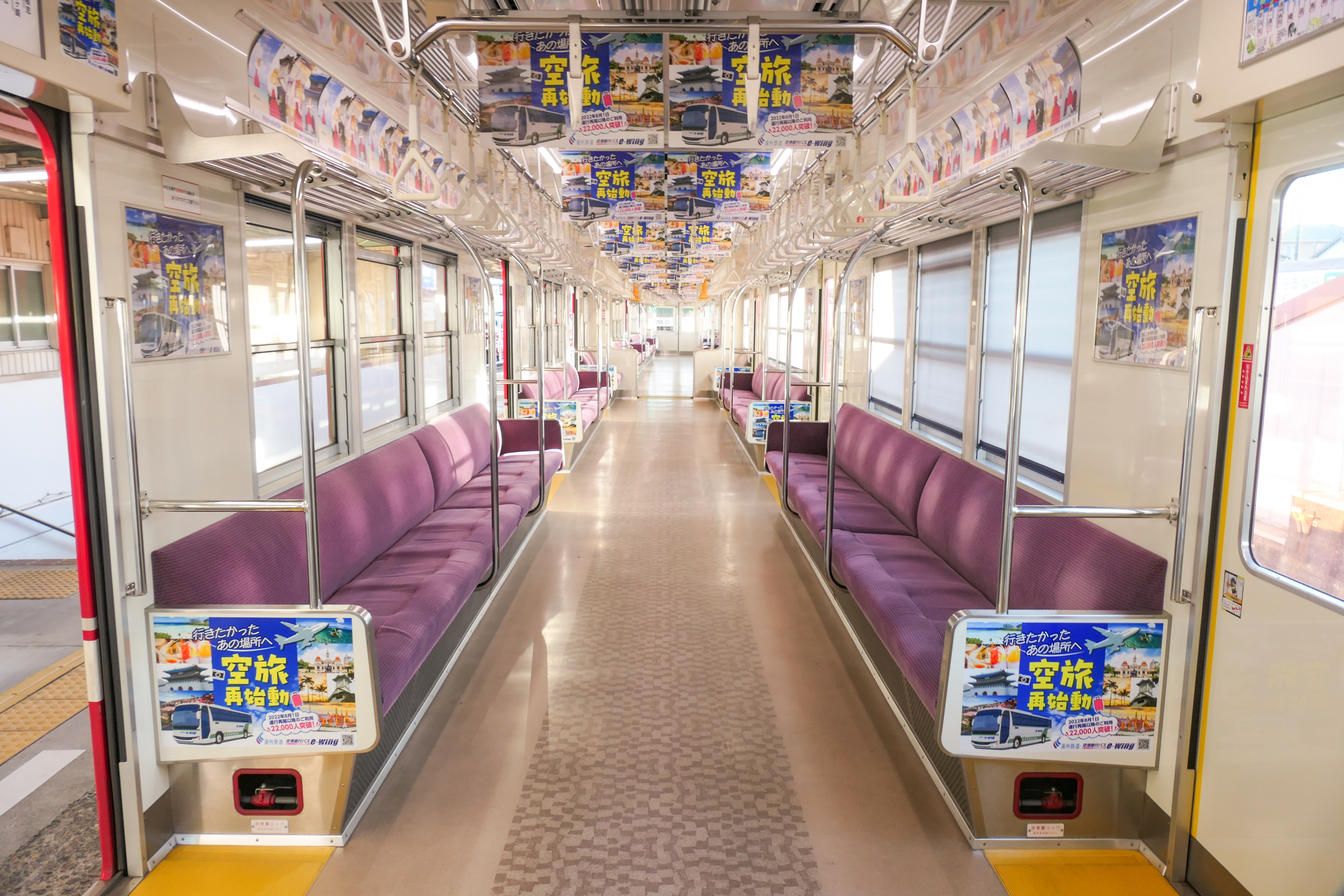
クハ2100形2106の客室 2005号編成からは、乗降扉付近の床敷物は黄色塗装としている（2023年4月）
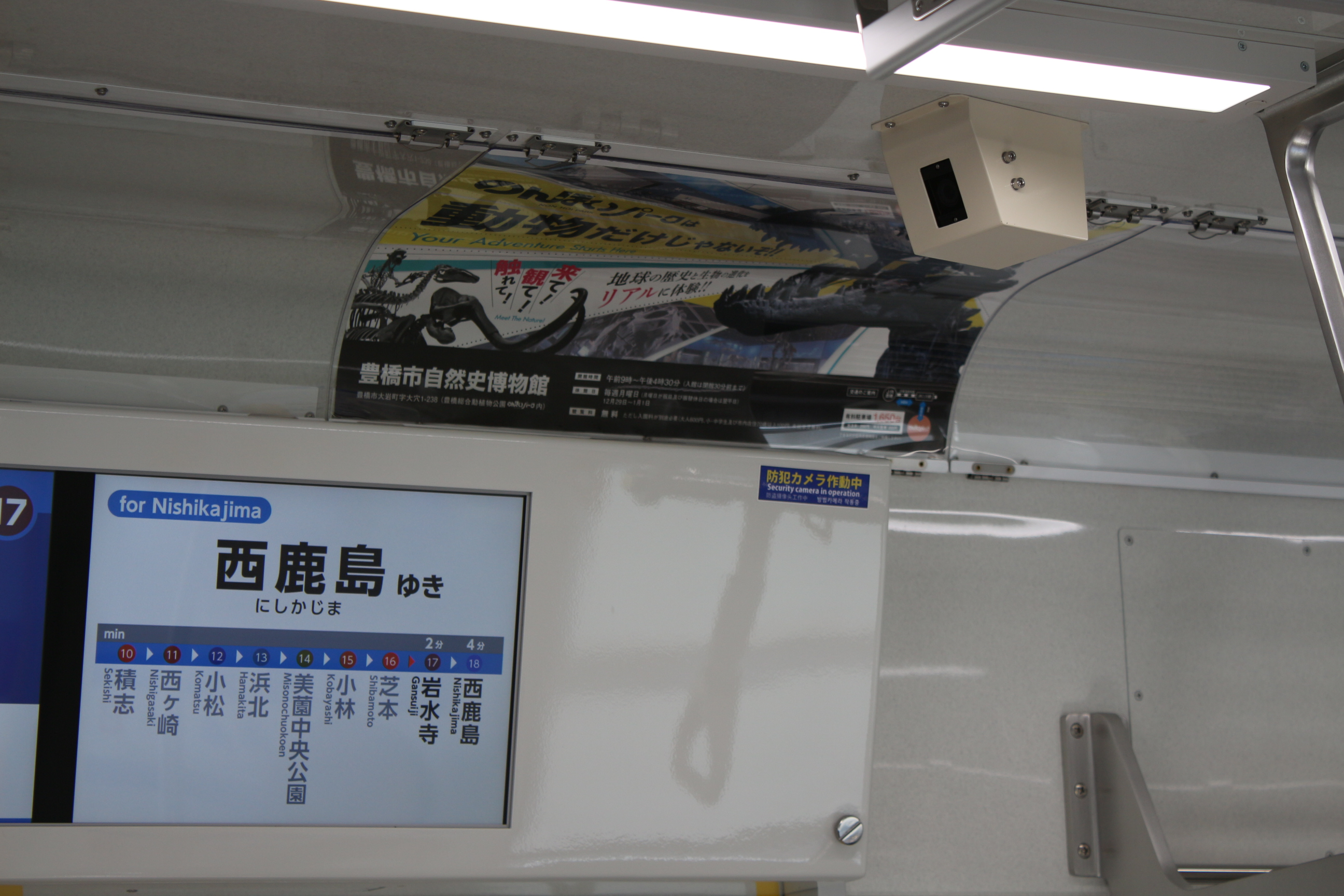
2008号編成に設置された、車内監視用の防犯カメラ（2021年4月）
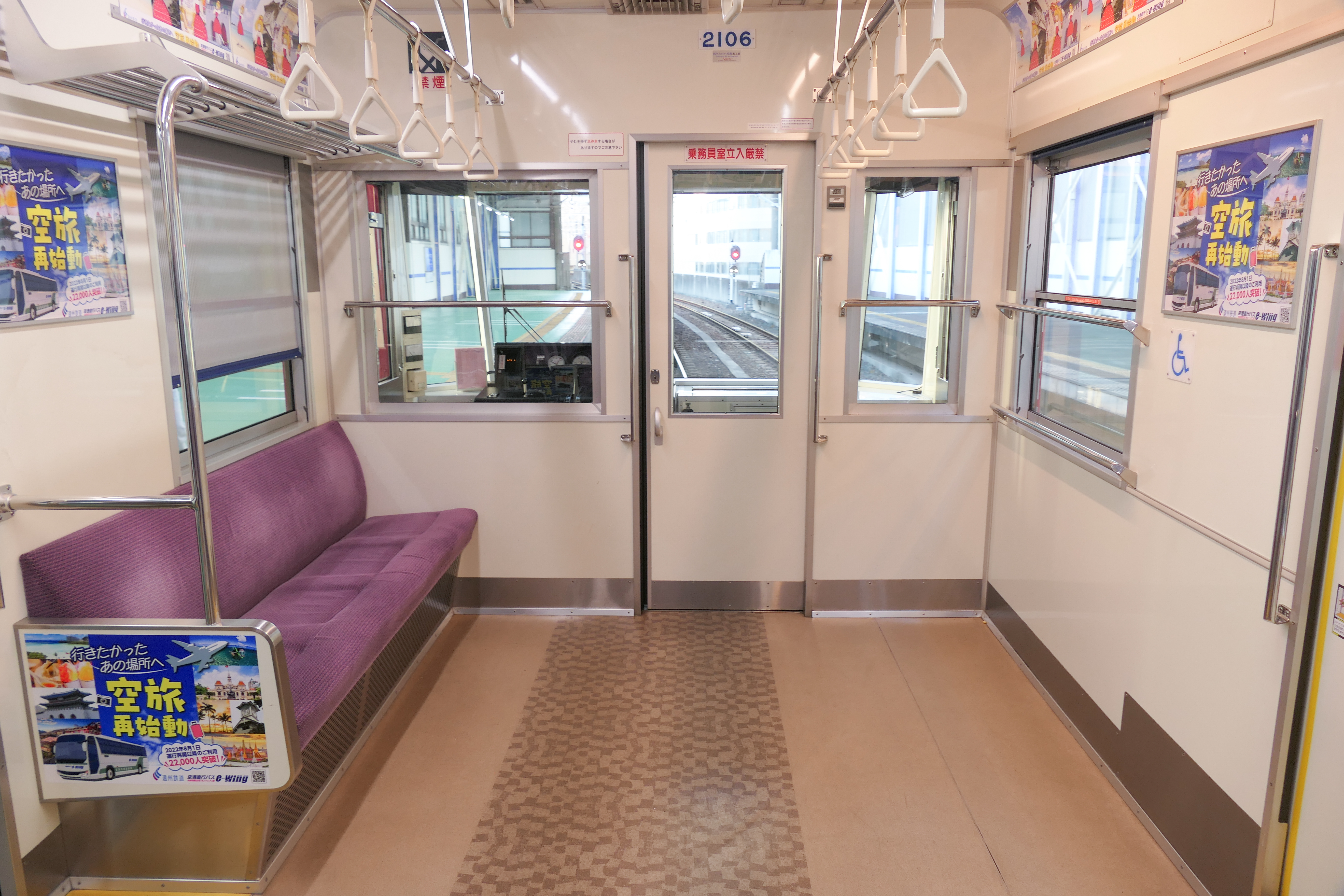
クハ2100形2106の車椅子スペース 乗務員室後部、助士席側に設けられている（2023年4月）
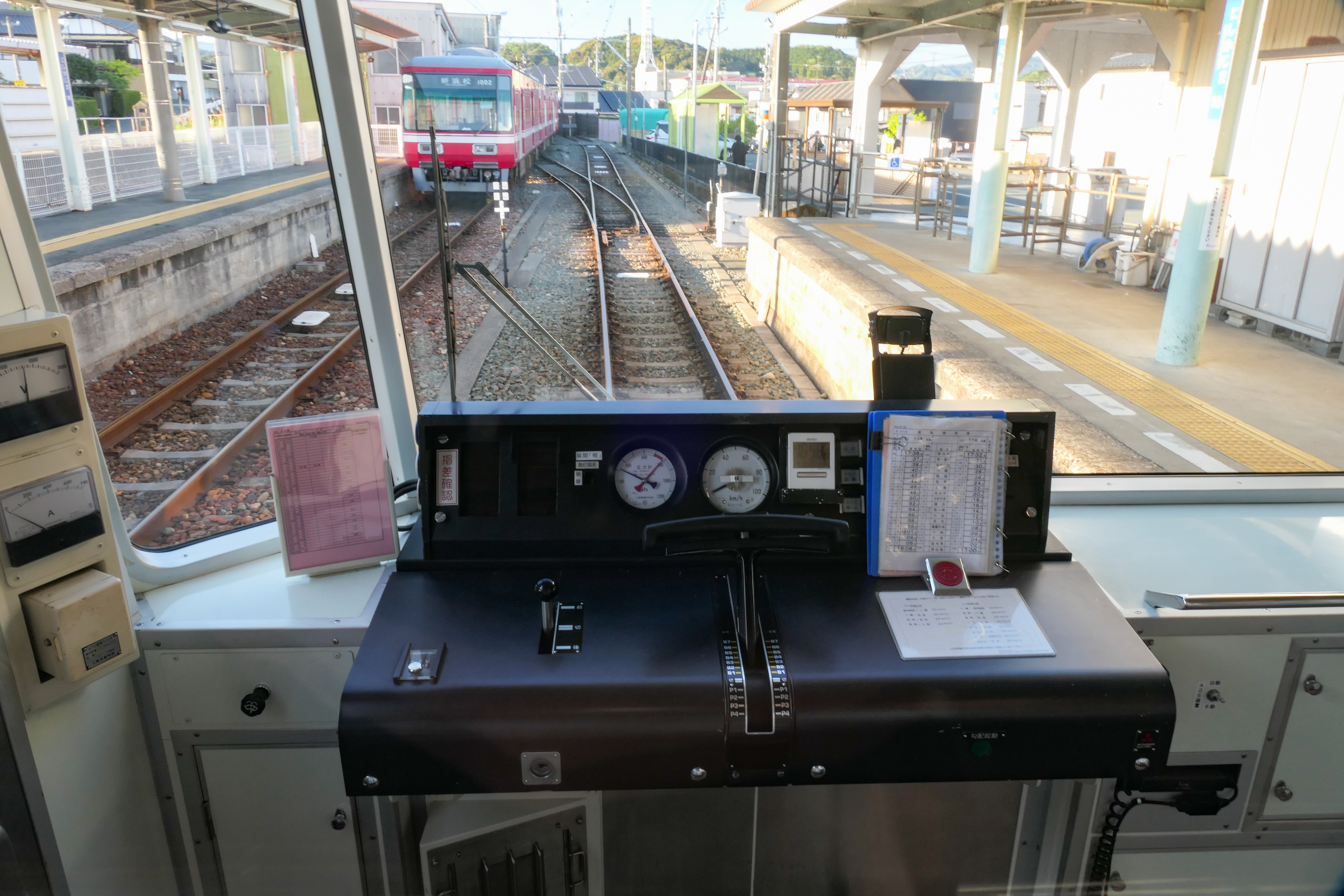
クハ2100形2106の運転機器 2002号編成からは一体型としたワンハンドルマスコン方式に変更となっている（2023年4月）
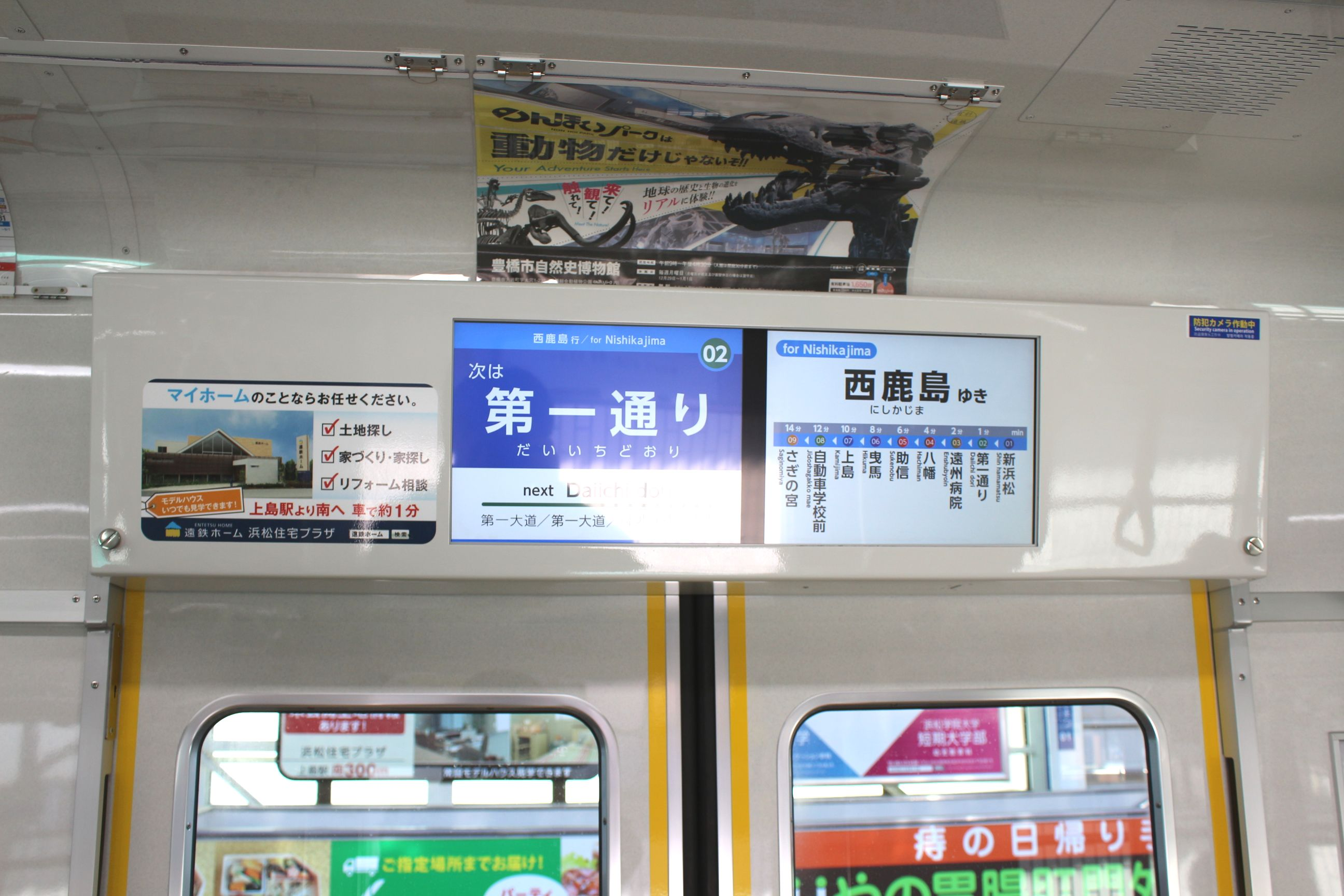
多言語化に対応した2画面の液晶式車内案内表示器（2021年4月）

### 主要機器
主電動機は、三菱電機製MB-5081-Aで出力は120kWで4台装架し、駆動方式は一段減速平行カルダンWN継手方式である。
制御装置は、遠州鉄道では初となるIGBT素子を用いたVVVFインバータ制御（1C2M2群方式）を採用した。制御装置のVVVF化に伴って停止用制動に回生制動が採用され、省エネルギー化ならびにメンテナンスフリー化を実現した。2004号編成からは、ブロワのない自冷式冷却方式の制御装置に変更となった。その後、2001号編成は2019年（平成30年）春に、2002号編成は2022年（令和4年）春にインバータの機器更新を行っている。
補助電源装置は、従来はMG方式であったものをSIV・ダイレクト3レベルIGBTインバーター方式とし、三相交流200Vで直流100V、周波数は60Hzで容量は70kVAである。その後、2019年春に2001号編成が、2022年春に2002号編成がSIVの機器更新を行っている。
制動装置はMBSA形応荷重装置付回生・発電ブレーキ併用電気指令式空気ブレーキ装置であり、クハ2100形には、回生・発電ブレーキ遅れ込め制御が備え付けており、常用ブレーキはVVVFインバータ制御装置を用いて回生プレーキを優先させる仕組みで、不足分は、電気演算で等価の空気ブレーキで補足し、電空演算機能を有している。なお、2004号編成からは、制動装置が純電気ブレーキ仕様に改良されている。また、2001号編成のブレーキ制御装置は2020年度に新型の装置に交換されている。
パンタグラフはKP3301形シングルアーム式パンタグラフであり、軽量化と保守性の向上を図っている。
台車は軸ばねに軸箱頭上コイルバネ方式を採用した円錐ゴム式軸箱支持形ボルスタレス空気バネ台車であり、電動台車はND-728、付随台車はND-728Tを装備しており、空気ばねは、上面板に傾斜をつけた構造としている。なお、2002号編成以降の車両はクハ2100形側に軌条塗油装備を設置し、また、2005号編成以降の車両は、上下方向の乗り心地向上のため、軸梁式台車となり、電動台車はND-746、付随台車は ND-746Tである。基礎ブレーキ装置は踏面片押しユニットブレーキが搭載されている。
電動空気圧縮機（コンプレッサー）は、クハ車の床下にアフタークーラー内蔵の二段圧縮単道水平片2シリンダ・C1500LA形を1台設置し、出力は9.5kWで1分あたりの吐出空気量は1430リットル / minとした。また、隣接して除湿装置を設置している。

### 空調装置
冷房装置は、屋根上分散型ユニットクーラー・CU124Cを1両当たり能力12.2 kW（10,500 kcal/h） を3基搭載しており、暖房装置は、客室側には700Wの反射式ヒーターをモハ2000形側に16台、クハ2100形側には15台設置し、乗務員室には400Wの反射線ヒーターと400Wのファンヒーターをそれぞれ1台ずつ設置している。なお、2005号編成より、冷房装置はフロン規制に対応した新冷媒のユニットクーラーとなり、1両当たり能力11.04kW（9,500 kcal/h） を3基搭載とした。

### 運用
2001号編成は1999年3月31日付で竣工し、1999年4月5日より営業運転を開始した。その代わりにモハ29・クハ79が同月31日付で廃車・解体された。
2002号編成は2001年（平成13年）7月15日付で竣工し、2003号編成は2005年（平成17年）3月31日付で竣工、2004号編成は2008年（平成20年）6月28日付で竣工、
2005号編成は2012年（平成24年）10月3日に搬入され、試運転ののちに同月24日付で竣工した。
2006号編成は、2015年（平成27年）2月23日に搬入され、同年3月25日付で竣工、2007号編成は、2017年（平成29年）度に導入され、2008号編成は、2021年（令和3年）2月に日本車輌から出場し、同年3月から運転を開始、2009号編成は2024年（令和6年）度に導入された。
末尾同番号のモハ・クハで2両編成8本を組成、1000形は7本を組成し、4両編成運用時においては本形式同士のほか、1000形との併結運用も行われている。

## 編成表
|          | ← 新浜松西鹿島 → |         |                |      |
| 形式     | 2000 Mc          | 2100 Tc | 竣工日         | 備考 |
| 車両番号 | 2001             | 2101    | 1999年3月31日  |      |
| 車両番号 | 2002             | 2102    | 2001年7月15日  |      |
| 車両番号 | 2003             | 2103    | 2005年3月31日  |      |
| 車両番号 | 2004             | 2104    | 2008年6月28日  |      |
| 車両番号 | 2005             | 2105    | 2012年10月24日 |      |
| 車両番号 | 2006             | 2106    | 2015年3月25日  |      |
| 車両番号 | 2007             | 2107    |                |      |
| 車両番号 | 2008             | 2108    |                |      |
| 車両番号 | 2009             | 2109    |                |      |